# 沙鲁克貝伊
沙鲁克貝伊，(1680-1722)，中亞浩罕汗國奠基人，烏茲別克族明格部落頭人。1709年-1721年任貝伊。他自稱是巴布爾一位傳說中的王子阿爾丁別什的後裔。
他後來在費爾干納谷地成立一個獨立於布哈拉的汗國，同時命令貴族在這區域建立城堡，在1721年去世前新汗國已取得馬爾吉蘭、納曼干和伊斯法拉並把首都定在浩罕。
長子阿布都·拉希姆在他死後繼位。